# Dodlyt, Virginia
Dodlyt là một cộng đồng chưa hợp nhất tại Hạt Northumberland, thuộc tiểu bang Virginia của Hoa Kỳ.